# بطولة أمم أوروبا لكرة السلة 2022
بطولة أمم أوروبا لكرة السلة 2022 هي النسخة ال41 من بطولة أمم أوروبا، أقيمت في الفترة من 1 حتى 18 سبتمبر 2022 في 4 دول مختلفة: جمهورية التشيك، جورجيا، إيطاليا وألمانيا.